# Sweet Baby James
Albums de James Taylor
James Taylor
(1968) James Taylor and the Original Flying Machine
(1971)
Sweet Baby James (1970) est le 2e album de James Taylor, auteur-compositeur-interprète américain de folk rock.
Il comprend son hit Fire and Rain.
Sweet Baby James a été classé 103e dans la liste des 500 plus grands albums de tous les temps du magazine Rolling Stone en 2003. Il fait également partie des 1001 albums qu'il faut avoir écoutés dans sa vie.

## Titres de l’album
1. Sweet Baby James (J. Taylor) — 2:48
2. Lo and Behold (J. Taylor) — 2:34
3. Sunny Skies (J. Taylor) — 2:15
4. Steamroller Blues (J. Taylor) — 2:55
5. Country Road (J. Taylor) — 3:21
6. Oh! Susanna (Stephen Foster) — 1:58
7. Fire and Rain (J. Taylor) — 3:20
8. Blossom (J. Taylor) — 2:10
9. Anywhere Like Heaven (J. Taylor) — 3:23
10. Oh Baby, Don't You Loose Your Lip on Me (J. Taylor) — 1:45
11. Suite for 20 G (J. Taylor) — 4:45

## Musiciens
- James Taylor — Guitare, chant
- Jack Bielan — Cuivres
- Chris Darrow — Violon
- Carole King — Piano, chant
- Danny Kortchmar — Guitare
- Russ Kunkel — Batterie
- John London — Guitare basse
- Randy Meisner — Guitare basse
- Red Rhodes — Steel Guitare
- Bobby West — Guitare basse